# 黑鳍大眼鲷
黑鳍大眼鲷（学名：Priacanthus boops）为大眼鲷科大眼鲷屬的鱼类。分布于朝鲜、日本、菲律宾、澳大利亚、斯里兰卡和非洲以及中国东海、南海等海域。该物种的模式产地在大西洋圣赫勒拿岛。